# 몽키 아카데미
《몽키 아카데미》(Monkey Academy)는 1984년에 코나미에서 MSX용으로 제작한 게임이다. 게임을 이용해서 간단한 계산식을 푸는 것이 목표이다. 대한민국에서는 ‘산수공부’라 불리기도 했다.

## 개요
라운드를 시작하면 바닥에서 여러 개의 풍선이 수직으로 떠 오르고, 풍선이 꼭대기까지 가면 숫자와 연산자로 변해서 간단한 산술식이 만들어지는데, 숫자 중 하나가 물음표로 가려져 있다. 물음표 안에 0에서 9까지의 숫자 중 어느 하나를 삽입하면 산술식이 참이 된다. 사용자는 주인공 원숭이를 조종하여 물음표에 들어갈 알맞은 숫자를 찾아 내야 한다.
숫자를 찾는 방법은 곳곳에 손잡이가 열 개 있는데, 점프를 하여 잡아 당기면 0에서 9까지의 숫자 중 하나가 나온다. 만약 그 숫자가 틀린 숫자인 경우 다른 손잡이를 잡아 당기면 먼저 잡아 당긴 손잡이는 다시 들어가고, 맞는 숫자인 경우 선택 키를 누르면 숫자가 깜빡이면서 막대로 변한다. 그 막대를 가지고 맨 윗층의 오른쪽에 깜빡이는 화살표로 가서 점프하면 꼭대기의 동료 원숭이가 이를 받아서 물음표가 있는 자리로 가지고 가 산술식을 완성시킨다.
중간에 게가 방해를 하러 내려 오기도 한다. 게를 없애는 방법은 맨 아래층의 끝으로 가서 물러가기를 기다리거나 천장에 있는 과일을 점프로 따서 게에게 던지면 된다.
라운드는 모두 세 개로 이루어져 있다. 첫 번째 라운드와 두 번째 라운드를 클리어하면 남은 시간 그대로 다음 라운드로 이어지게 되며, 세 번째 라운드를 클리어하면 다음 스테이지로 넘어가게 된다. 이때 남은 시간은 점수로 환산된다.

## 레벨
레벨은 다섯 개로 이루어져 있으며, 스테이지가 시작되기 전에 고를 수 있다. 레벨에 따라 나오는 산술식은 다음과 같다.
- 레벨 1 (덧셈): {\displaystyle a+b=s\,\!}
- 레벨 2 (뺄셈): {\displaystyle a-b=s\,\!}
- 레벨 3 (나눗셈): {\displaystyle a\div b=s}
- 레벨 4 (곱셈): {\displaystyle a\times b=s}
- 레벨 5 (복합식): {\displaystyle a\times (b+c)=s}

참고
- 모든 계산식에서 나오는 값은 정수뿐이다.
- 뺄셈의 경우 간혹 우변이 음수로 나오는 경우가 존재한다.
- 나눗셈에서 제수가 0인 식은 나타나지 않는다.

## 키 조작
- 1: 1인용 조이스틱, 레벨 1
- 2: 2인용 조이스틱, 레벨 2
- 3: 1인용 키보드, 레벨 3
- 4: 2인용 키보드, 레벨 4
- 5: 레벨 5
- ←→: 좌우 이동
- Space: 점프, 과일 던지기
- Select: 정답 선택

## 죽음 이벤트
아래의 경우 라이프가 감소한다.
- 내려오는 게에 닿게 될 경우.
- 한 라운드 안에서 틀린 숫자를 세 번 고른 경우.
- 제한시간을 다 써 버린 경우.

라이프가 감소된 후에는 오답 횟수가 초기화된다. 또, 제한시간을 다 써 버린 경우 다시 5분이 주어지게 된다.